# 일곱째 아들의 일곱째 아들
일곱째 아들의 일곱째 아들, 또는 일곱 번째 아들의 일곱 번째 아들은 특별한 능력을 지녔다고 전해지는 민속 신앙 속 존재다. 이 자격을 갖추려면 손위로 누나가 한 명도 태어난 적이 없는 일곱째 아들이어야 하며, 그의 아버지 또한 손위로 누나가 한 명도 태어난 적 없는 일곱째 아들이어야 한다. 숫자 7은 일곱 가지 미덕, 일곱 가지 대죄, 칠면자, 일곱 천국에서 보듯 신비주의와 기독교에서 중요한 의미를 갖는다.
전승에 따라 일곱째 아들은 신비한 힘을 타고난다고 전해지거나, 신이 일곱째 아들로 태어난 사람에게 힘을 부여한 것이라 전해지기도 한다.
태어난 순서를 따졌을 때 엄밀히는 일곱 번째로 태어난 아들이 아니더라도, 살아있는 형제자매 중 일곱째인 아들은 초자연적인 능력이나 치유의 힘을 지닌 경우가 많다고 전해진다.

## 지역별 전승

### 영국
18세기 및 19세기 랭커셔주 지역 중에서도 블랙번에서는 일곱째 아들의 일곱째 아들에게 치유 능력이 있다고 믿어 '닥터'라고 부르는 풍습이 있었다고 한다.

### 아일랜드
일곱째 아들의 일곱째 아들이 치유 능력이 있다고 전해졌으며, 존재 자체를 일반 현상으로서의 '치료' 혹은 '마법'의 일부로 여겼다. 일곱째 아들이 지닌 치료사로서의 힘과 그와 관련된 믿음은 20세기까지 이어졌다.

### 이탈리아
이탈리아 전설에 등장하는 "차랄로"는 일곱째 아들의 일곱째 아들로 태어나 뱀을 부리는 힘과 뱀독에 대한 내성을 지녔다고 전해진다. "인차라마치오네"라는 특별한 의식을 거친 일곱째 아들은 뱀을 부리는 힘을 쓸 수 있었다. 집에 뱀이 나왔을 때 차랄로를 찾아가 '중재'를 부탁하면 차랄로는 휘파람을 불어 뱀을 집 밖으로 불러냈다. 차랄로는 인차라마치오네 의식을 다른 사람에게 치러주기도 했는데, 이때 의식을 받는 사람의 팔에 특별한 기름을 발라 뱀에 물리지 않도록 기원했다. 마을 여인들이 자녀를 차랄로에게 데려가 뱀에 물리지 않도록 의식을 받게 하는 관습이 있었다.

### 라틴 아메리카
일부 라틴 아메리카 국가에서는 일곱째 아들의 일곱째 아들은 저주를 받고 태어나며 자라서 늑대인간 혹은 루이손이 된다는 이야기가 전해진다. 이를 막으려면 서로 다른 교회 일곱 군데를 돌며 세례를 받거나, '베니토'를 세례명으로 하고 맏형이 그의 대부가 돼야 한다고 한다. 한편 아르헨티나에서 백여 년 전부터 이어진 "적법하게 결합한 품행이 방정하고 도덕적인 부부"의 일곱째 자녀가 대통령의 대자녀가 되는 관습은 이 전승과 관련이 없다고 한다.

### 루마니아
레이먼드 T. 맥널리와 라두 플로레스쿠가 전한 트란실바니아 전승에 따르면 일곱째 아들의 일곱째 아들은 흡혈귀가 되는 저주를 받는다고 한다.

### 미국
에드워드 어거스트 켄달의 《미국 북부 여행기》에는 뉴게이트 구리광산 감옥에 머무는 동안 여관지기가 전한 이야기가 소개된다. 여관지기는 "머리에 태막을 달고 2월에 태어난 일곱째 아들의 일곱째 아들이 인근 산에서 캐낸 특별한 검은 돌을 통해 땅 속에 무엇이 있는지 알아낼 수 있다"라고 말했다. 켄달은 광산 마을이라는 환경에 맞게 민간신앙이 변형을 거쳤다고 추측했다.

## 실제 사례
- 아서 모리슨의 조사에 따르면 제임스 머렐은 일곱째 아들의 일곱째 아들이었다.[11]
- 당대 보도에 따르면 아크웨사스네의 모호크 신앙 치료사였던 에이브러햄 조지(1916?-?)도 일곱째 아들의 일곱째 아들이었다.[12][13][14]
- 온타리오주 테쿰세 출신인 아치 노에 베야조(1889-?)가 일곱째 아들의 일곱째 아들이었으며 비범한 치유능력이 있었다고 한다.[15]
- 가수 페리 코모는 자신이 일곱째 아들이라고 했는데, 형제자매 중 셋은 아기일 때 죽었고 성년까지 생존한 형제는 누나 둘과 형 하나였다.[16]
- 미식축구 명예의 전당에 헌액된 렌 도슨은 형제자매 열한 명 중 아홉째였으며 일곱째 아들이었다고 한다.[17]
- 웨일스의 축구 선수이자 감독인 아이버 파웰이 일곱째 아들의 일곱째 아들이었는데, 파웰 본인은 그다지 중요하게 생각하지 않았다고 한다.[18]